# Capolat d'Aransís
El Capolat d'Aransís és una muntanya de 1.138,5 m. alt., situat al lloc més elevat de la Serra dels Obacs. Pertany a la divisòria dels termes municipals de Gavet de la Conca, dins de l'antic terme d'Aransís, i de Llimiana, en el seu enclavament dels Obacs de Llimiana. És al sud-est del poble d'Aransís i al nord del castell de Sant Miquel de la Vall. En el cim d'aquesta muntanya hi ha el vèrtex geodèsic 260093001 de l'ICGC.